# Sage Francis
Paul "Sage" Francis, född 18 november 1976 i Providence, Rhode Island i USA, är en amerikansk hiphop- och spoken word-artist. Han är vegetarian och straight edgeare.

## Diskografi

### Studioalbum
- 2002 – Personal Journals (anticon.)
- 2005 – A Healthy Distrust (Epitaph Records)
- 2007 – Human the Death Dance (Epitaph Records)
- 2010 – Li(f)e (ANTI-)
- 2014 – Copper Gone

### Album under annat alias
Art Official Intelligence
- 1998 – Voice Mail Bomb Threat (inget skivbolag)

Non-Prophets
- 2003 – Hope (Lex Records)